# ويليام أوف ويكهام
ويليام أوف ويكهام (1320 أو 1324 - 27 سبتمبر 1404) كان أسقف وينشستر ومستشار إنجلترا ومهندسا معماريا،  وكاهنا كاثوليكيا،  وسياسيا،  وقاضيا. أسس كلية نيو كوليج، أكسفورد، ومدرسة نيو كوليج عام 1379، وأسس كلية وينشستر عام 1382 كان أيضًا كاتب الأعمال عندما تم بناء الكثير من قلاع وندسور.

## النشأة
وليام ويكهام (ولد ويليام لونج) هو ابن جون لونج، وهو رجل حر من ويكهام في هامبشاير. تلقى تعليمه في مدرسة في ونشستر، وربما تمتع برعاية مبكرة من رجلين محليين، السير رالف ساتون، شرطي من قلعة وينشستر، والسير جون سكورس، سيد مانور ويكهام، ثم من توماس فوكسلي، كونستابل قلعة وندسور. في 1349، وُصفَ ويكهام كقسيس عندما عين رئيس الجامعة من إرستيد في نورفولك، وهو المنصب الذي كان في هدية من ولي العهد.

## البناء
أصبح ويليام سكرتيرًا في قلعة وينشستر وبهذه الصفة تعلم البناء. أدى ذلك إلى أعمال معمارية للملك إدوارد الثالث الذي أعاد بناء قلعة وندسور له أثناء إقامته في بيرز ريلز في أولد وندسور.
طور ويليام سمعة طيبة في الإدارة والإشراف على أعمال البناء الملكية في عهد إدوارد الثالث. بحلول مايو 1356، كان كاتبًا لأعمال المنازل التي يتم بناؤها للتاج في هينلي على هيث في ساري وإيستهامستيد في بيركشاير، وتم تعيينه مساحًا للأعمال طويلة الأمد لتطوير قلعة وندسور في أكتوبر 1356. وسرعان ما ترقى في الخدمة الملكية، وفي يوليو 1359 تم تعيينه رئيسًا لحارس ومساح قلعة وندسور، وقلعة ليدز وقلعة دوفر وقلعة هادلي والعديد من القصور الملكية، بما في ذلك شين وإلثام ولانغلي، وتم تسميته فيما بعد كاتب أعمال الملك. كما تولى مسؤولية أعمال البناء في كوينبوروه على جزيرة شيبي في كنت.

## مسؤول الدولة تحت إدوارد الثالث
أخذت مسيرة ويليام المهنية منعطفًا بحلول عام 1361، عندما أصبح سكرتيرًا ملكيًا، وجزءًا من إدارة الشؤون المالية الملكية، وبحلول عام 1363 أصبح مستشارًا للملك. كان حاضراً عندما تم الاتفاق على معاهدة بريتيجني في كاليه عام 1360. في يناير 1361، قدم إدوارد الثالث وجون الثاني ملك فرنسا التماسًا مشتركًا إلى البابا إنوسنت السادس، لجعل ويليام كنسيا في كاتدرائية لينكولن. تم تعيينه قاضيًا في آير جنوب نهر الترينت جنبًا إلى جنب مع بيتر أتى وود في عام 1361، وهو المنصب الذي شغله حتى حوالي عام 1367. رُسم وليام عام 1362 ودفع مقابل خدماته من خلال منحه مداخيل كنائس مختلفة. على سبيل المثال، في أبريل 1363، قدمه إدوارد الثالث إلى رئيس الشمامسة لنكولن، وهي الخطوة التي وافق عليها البابا أوربان الخامس في نوفمبر 1363 فقط بعد تمثيلات من السير نيكولاس دي لوفين، سفير الملك في البلاط البابوي. قبل 1366، عقد وليام اثنين من المناصب وأحد عشر بريبند، مع دخل سنوي يزيد عن 800 £.
أظهر ويليام موهبة كبيرة كمسؤول، وفي يونيو 1363 تم تعيين اللورد بريفي سيل ثم في أكتوبر 1366 تم انتخابه أسقفًا على وينشستر، وافق البابا أوربان الخامس على تعيينه في يوليو 1367، وتم تكريسه في كاتدرائية القديس بولس في لندن في 10 أكتوبر 1367 وتوج في كاتدرائية وينشستر في يوليو 1368. في عام 1367 تم تعيينه مستشارًا لإنجلترا. كافح لإيجاد الأموال اللازمة لدفع رواتب الجيش الذي يقاتل فرنسا بعد استئناف الصراع عام 1369. خسر حظوة الملك، فالتحول إلى ويليام لاتيمر، بارون لاتيمر الرابع، واستقال من منصب المستشار عام 1371.
مع تقدم العمر وإضعاف إدوارد الثالث، حافظ ويليام على علاقات جيدة مع إدموند مورتيمر، إيرل الثالث من مارس، وجون جاونت وإدوارد، الأمير الأسود. وبقي المهم سياسيا، وكان واحدا من أربعة أساقفة عين في مجلس ملكي جديد مايو 1376 بعد اتيمر عزل خلال البرلمان جيد. أدت صداقته مع إيرل مارس إلى صراع طويل مع جون جاونت، الذي دعم لاتيمر. تم العفو عن لاتيمر من قبل الملك في أكتوبر 1376، ووجد ويليام نفسه متهمًا بالمخالفات المالية وسوء الإدارة في نهاية العام. تم طرده من المحكمة وتم مصادرة الدخل من ممتلكات كنيسته في أواخر عام 1376، ولكن تم العفو عنه من قبل الملك الجديد ريتشارد الثاني في يوليو 1377، بعد أسابيع من وفاة إدوارد الثالث. (كان ريتشارد ابن إدوارد، الأمير الأسود، الذي توفي في يونيو 1376، قبل عام من والده).

## ريتشارد الثاني
في عهد ريتشارد الثاني، استأنف ويليام منصبه كعضو مجلس ملكي. على الرغم من أنه انحاز إلى جانب لوردات أبيلانت في نزاعاتهم مع الملك في عام 1388، إلا أنه تمكن أيضًا من الحفاظ على علاقات جيدة مع الملك، وشغل منصب المستشار مرة أخرى من مايو 1389 إلى سبتمبر 1391.
بعد سنوات من دعم العلماء الفقراء في جامعة أكسفورد، أسس نيو كوليدج، التي حصلت على ميثاق ملكي عام 1379. كما أسس مدرسة القواعد، كلية وينشستر، في وينشستر، وحصل على ثور بابوي عام 1378 ورخصة ملكية عام 1382. بدأت أعمال البناء في أكسفورد عام 1380، وفي وينشستر عام 1387، تحت إشراف المهندس المعماري ويليام وينفورد. في كلا الكليتين اشترط ويليام الصلوات اليومية لريتشارد الثاني وملكته وليام ووالديه ورعاته السابقين، السير رالف ساتون والسير جون سكورس وتوماس فوكسلي. الأموال المخصصة لأوقاف الكليات، ودفع تكاليف أعمال البناء، أتت من المناصب المربحة في الكنيسة لوليام، وخصم حسابات الخزانة (أي المضاربة على عائدات الضرائب المستحقة للملك)، وتصدير الصوف، واستخدام نفوذه للحصول على الموافقة البابوية من أجل الحصول على دخل «أسبقية الأجانب» التي تخص الأديرة في فرنسا، والتي صادرها التاج خلال حرب المائة عام. كما بدأ في إعادة بناء صحن كاتدرائية وينشستر في عام 1394.
كان ويليام يركز على مؤسسته بحلول الوقت الذي خلع فيه هنري الرابع ريتشارد الثاني عام 1399، لكنه رحب بالملك الجديد في وينشستر عام 1400.

## الموت والإرث
توفي ويليام في هامبشاير في 27 سبتمبر 1404 ودُفن في كنيسة صغيرة على الجانب الجنوبي من صحن الكنيسة في كاتدرائية وينشستر. في وقت وفاته، كان أحد أغنى الرجال في إنجلترا. ذهب الكثير من ثروته إلى المدارس التي رعاها.
كان شعار ويليام هو «أخلاق الرجل الخلاق». هذا، إلى جانب شعار النبالة، افترضه ولم يكتسبه النسب. كتب سيرته الذاتية الأسقف روبيرت لوث. كما كتب عنه اللورد بروجهام في كتابه «قيم إنجلترا القديمة» (1857) وفروسارت. «مانرز ماكيث مان» هو أيضًا شعار المؤسسات التي أسسها ويكهام، وكلية وينشستر ونيو كوليج، أكسفورد.